# Nelson Crispín
Nelson Crispín Corzo (* 10. Mai 1992 in Bucaramanga) ist ein kolumbianischer Schwimmer, der an Wettbewerben des Internationalen Paralympischen Komitees teilnimmt.

## Karriere
Crispín wurde mit Achondroplasie geboren, der häufigsten Form des genetisch bedingten Kleinwuchses. Beim paralympischen Schwimmsport, für den er seit seinem vierzehnten Lebensjahr trainierte, tritt er daher bei Wettkämpfen in der Startklasse S6 an. Crispín feierte erste internationale Erfolge, als er 2011 bei den Parapanamerikanischen Spielen über 100 m Brust die Goldmedaille gewann und in zwei weiteren Disziplinen Vizemeister wurde. In London nahm er im Jahr darauf erstmals an Paralympischen Spielen teil, verpasste jedoch die Medaillenränge. 2013 erzielte Crispín fünf Podiumsplatzierungen bei den Schwimmweltmeisterschaften der Behinderten in Montreal, wobei er über 100 m Freistil die Goldmedaille erschwamm. Bei der nächsten Austragung der weltweiten Titelkämpfe verteidigte er den Titel und kam in zwei weiteren Rennen auf den zweiten Platz. Außerdem gewann er bei den Parapanamerikanischen Spielen in drei Disziplinen, wurde zwei Mal Zweiter und ein Mal Dritter. Für die Sommer-Paralympics 2016 wurde er zum Fahnenträger der kolumbianischen Delegation bei der Eröffnungszeremonie ernannt. Bei den Wettkämpfen in Rio de Janeiro gewann Crispín drei Silbermedaillen. Im folgenden Jahr siegte er bei den Weltmeisterschaften in vier Disziplinen, während er im Rennen um den Titel über 100 m Freistil an Lorenzo Perez Escalona scheiterte. 2019 gewann Crispín bei den Parapanamerikanischen Spielen fünf Goldmedaillen und je einmal Silber und Bronze. Im gleichen Jahr wurde er dreifacher Weltmeister und zwei Mal Dritter. In Tokio wurde Crispín über 200 m Lagen in Weltrekordzeit Paralympics-Sieger und erreichte in drei anderen Disziplinen das Podium. 2022 kam er bei den weltweiten Titelkämpfen zwei Mal auf den ersten Platz und wurde in drei Disziplinen Zweiter. In Paris bei den Sommer-Paralympics 2024 holte er drei Silbermedaillen.

## Auszeichnungen
Nach den Paralympischen Spielen in Tokio wurde Crispín  von mehreren kolumbianischen Zeitungen zum besten Para-Sportler des Jahres ernannt. 2013 und 2021 wurde er vom Paralympischen Komitee Kolumbiens zum Behindertensportler des Jahres gekürt.